# كايل كريستي
كايل كريستي (بالإنجليزية: Kyle Christy)‏ هو لاعب كرة قدم أمريكية أمريكي، ولد في 27 سبتمبر 1992 في Brownsburg High School ‏ في الولايات المتحدة.